# Горња Месопотамија
Горња Месопотамија је назив који се користи за узвишења и велике обронке северозападног Ирака, североисточне Сирије и југоисточне Турске, на северном Блиском истоку. Овај регион (заједно са североисточним Ираком) приближно одговара ономе што је била Асирија од 25. виека п. н. е. до средине 7. века. Након арапског исламског освајања средином 7. века, регион је познат по традиционалном арапском имену Ал-Џазира (арап. الجزيرة‎‎ "острво"), такође се преводи и као Дјазирах, Дџазира, Џазирах, што потиче из раније сиријске (арамејске) варијанте Газерто или Гозарто (ܓܙܪܬܐ). Реке Еуфрат и Тигар претварају Месопотамију готово у острво, јер се спојају у заједно спајају и стварају реку Шат ел Араб у покрајини Басра у Ираку, а њихови извори у источној Турској налазе се у непосредној близини.
Регион се протеже јужно од планина Анадолије, источно од брда на левој обали реке Еуфрат, западно са планинмаа на десној обали реке Тигар и обухвата синџарску равницу. Проширење се налази на низводном делу реке Тигар ка Самари и низводно низ Еуфрат до места Хит. Река Хабур тече преко 400 km (250 mi) преко равнице, од Турске на северу, напајајући Еуфрат.
Главна насеља су Мосул, Деир ез-Заур, Рака ,Хасака, Дијарбакир и Камишли. Западни, сиријски део, се у суштини у суседном делу са сиријском покрајином Хасака и описан је као "Сиријска житница". Источни, ирачки део, укључује и протеже се мало изнад ирачке покрајине Ниневе. На северу обухвата турске провинције Шанлијурфа, Мардин и делове провинције Дијарбакир.

## Географија
Име Ал-Џазира је коришћено од 7. века од стране исламских извора и односи се на северни део Месопотамије, који је заједно са Савадом чинио ал-'арак (Ирак). Назив значи "острво", А једном се помиње и као земљиште између две реке, које се на арамејском језику изговара Бит Нахрен. Историјски гледано, назив се користи само као израз за малу сиџарску равницу која се спушта са планине Сиџар, а исто тако и цели плато источно од обалних граница. У пре-Абасидском периоду, изгледа да су западне и источне границе флуктуирале, понекад укључујући оно што је сада северна Сирија на западу и Адијабану на истоку.
Ал-Џазира се карактерише као пролазна или алувијална равница, прилично различита од сиријске пустиње и ниже централне Месопотамије; међутим подручје укључује еродирана брда и укопане токове. Регион има неколико делова. На северозападу је једана од највећих сланих површина на свету, Сабхат ел Џабул. Даље на југу, део који се протеже од Мосула до Басре, представља пешчану пустињу која није слична празном кварту. Крајем 20. и почетком 21. века регион је био суочен са сушом.

## Историја

### Предисторија
Ал-Џазирах је изузетно значајана археолошка област. Ово је подручје где су пронађени најранији знаци пољопривреде и удомитељства животиња, а самим тим и полазна тачка која води до цивилизације и савременог света. Ал-Џазира обухвата планину Карача Даг у јужној Турској, где пшеница релативно блиска оној коју данас користимо за исхрану слободно расте у природи. На неколико локација (нпр. Халан Чеми, Абу Хурејра, Мурејбет) видимо континуирано окупирање и појаву начина живота у виду ловачког окупљања (засновано на лову и окупљању и млевењу дивљих зрна) и привреду засновану углавном на расту (још увек дивљих сорти ) пшенице, јечма и махунарки из око 9000 година пре нове ере (види ППНА). Припитомљавање коза и оваца вршило је неколико генерација, али није постало распрострањено више од миленијума (види ППНБ). Ткање и керамика су се појавили око две хиљаде година касније.
Из Ал Џазире се идеја о пољопривреди заједно са домаћим семенима прво ширила на остатак Леванта, а потом у Северну Африку, Европу и источно кроз Месопотамију све до данашњег Пакистана (види Мергар).
Ранији археолози су истраживали подручје на темељу претпоставке да је пољопривреда била предуслов за седелачки начин живота, али су ископавања у Израелу и Либану изненадила научнике показујући да се седелачки начин живота заправо појавио пре пољопривреде (види Натуфијска култура). Даље изненађење уследило је деведесетих година прошлог века са спектакуларним налазима мегалитских структура на локалитету Гебели Тепе у југоисточној Турској. Најраније од ових очигледно ритуалних зграда датирају од пре 9000 година пре нове ере – преко пет хиљада година старије од Стоунхенџа и стога апсолутно најстарије познате мегалитске структуре било где. Колико данас знамо, у то време нису постојала добро организована пољопривредна друштва. Изгледа да је пољопривреда још увек била експериментална и само мали додатак настављеном лову и окупљању. Дакле, било је ту (полу) седентарних ловаца и сакупљача довољно богатих и којих је било у довољном броју како би се организовали и спроводили такве значајне комуналне грађевинске пројекте, или добро организовали пољопривредна друштва која су постојала много раније него што се досада мислило. Уосталом, Гобекли Тепе лежи на само 32 км од Карач Дага.
Питања постављена у вези Гобекли Тепе довела су до интензивних и креативних дискусија међу археологима на Блиском истоку. Ископавања на локалитету Гобекли Тепе се настављају, до сада је откривено само око 5%.

### Рана историја
Горња Месопотамија је била средиште древне Асирије, основане око 25. века пре нове ере. Од краја 24. века п. н. е. то је био део Акадског царства. Када је царство распало, северни Акађани су реформисали Асирију, од 2050. п. н. е. до 605. п. н. е. То је био саставни део асирске нације и Старог Асирског царства (око 2050-1750 п. н. е.), Средње Асирско царство (1365-1020 п. н. е. ) и Нео Асирско царство (911-605 п. н. е).
Период Урука (око 4000 до 3100 п. н. е) трајао је од протоисторијског енеолита до периода раног бронзаног доба у Месопотамији, укључујући део горњег региона.
Регион је затим пао у руке јужних суседа Асираца, Вавилонаца у периоду од 605. године пре нове ере, од 539. п. н. е. Овај регион је затим постао део персијског Ахеменидског царства, где је био познат као Атура (персијски израз за Асирију). Од 323. п. н. е. њиме је владало грчко Селеукидско царство, грци су кварили име у Сирија, индоевропску верзију Асурају (Асирја) из 9. века пре нове ере, које су такође примењивали за подручје Арамеа.
Затим је пао у руке Парћанима и Римљанима да би је и једни и други преименовали у Асирију. Подручје је и даље било познато као Асуристан (Асирја) под персијским Сасанидским царством до арапског исламског освајања средином 7. века када је преименован у Ал Џазира.
Од пред-арапског и предисламског времена, Ал-Џазира је економски просперитетан регион са различитим пољопривредним производима (воће и житарице), као и плодним производним системом (прерадом хране и тканином). Позиција региона на граници сасанидских и византијских територија такође га је учинила значајним трговачким центром и дала му предност коју је регион наставио да ужива, чак и након што су муслимани освојили Персију и византијске поседе на Леванту.
Ал-Џазира укључује римске / византијске провинције Осроену и Месопотамију, као и паћанске / персијске покрајине Асуристан, Арабистан, Нисибис и Мосул.

### Исламска царства
Освајање региона десило се под раним калифатом који је оставио целокупну администрацију у региону нетакнутом, изузев увођења пореза на становништво(џизија). У вријеме Му'авије (гувернера Сирије и каснијег оснивача Омејадског калифата), администрација Ал-Џазире била је укључена у администрацију Сирије. Током раног Исламског царства (тј. Омејада) администрација Џазире се често дели са Јерменијом (огромном покрајином која обухвата већину Транскавказа) и Адхарбаиџан-ом (Ирански Азербејџан).
Просперитет региона и његова висока пољопривредна и занатска производња учинили су га предметом спора између вођа раних освајачких арапских војски. Разни освајачи узалудно су покушавали, да повежу различите градове бивших сасанидских провинција, као и новоосноване византијске провинције Месопотамије, у једну кохерентну јединицу под својом влашћу.
Контрола регије, међутим, била је од суштинског значаја за сваку власт која је била сконцетрисана у Багдаду. Сходно томе, успостављање Абасидског калифата довело је Ал Џазиру под директну управу владе у Багдаду. У то време, Ал Џазира је била једна од покрајина са најмањом стопом пореза у целом Абасидском царству.
Током ране историје ислама, Ал-Јазира постала је центара Хариџитског покрета и због тога је стално била подривана од стране калифа. Током 920-тих година, локална династија под називом Хамданиди успоставила је аутономну државу са два огранка у ал Џазири (под Насир ел Давлом) и северном Сиријом (под Саиф ел Давлом). Пропаст Хамданидске моћи вратио је регију под номинално владавину Багдадског калифа, док је стварна контрола била у рукама Бујида браће која су освојила сам Багдад. На прелазу из 11. века, област се налазила под владавином бројних локалних династија, Нумајрида, Мирдасида и Укајлида, који су ту остали до освајања од стране Сеџука.
Са доласком Првог крсташаког рата, западни део је дошао у крсташке руке као што је то био случај са Грофовијом Едесом, док је остатаком владао низ полу-независних турских владара док их нису преузели Зенгиди, а на крају и Ајубиди. Након тога, северним и источним делом су владали Артукиди, док су западни делови били под Мамлуцима из Египта до османског освајања Египта 1516.17 године.

### Савремена историја
Овај регион је традиционална домовина аутохтоних Арамејаца, говорника арамејског језика и хришћанских потомака древних Месопотамаца. Хиљаде сиријских избеглица ушло је у сиријску Ал Џазиру, из Турске, након геноцида над Јерменима из Првог светског рата. Поред тога, 1933. године још 24.000 Арамејских хришћана је побегло на ово подручје, након масакра Симеле у регији Мосула на северу Ирака .
Међутим, насиље над хришћанима је променило демографију ове области. У овим прогонима Курди су сарађивали са османским властима у масакру над јерменским и асирским хришћанима у Горњој Месопотамији и заузврат им је гарантовано тј. била им је обећана земља прогнаних као награда.
Сиријски хришћани су почели да емигрирају из Сирије након масакра Амуда 9. аугуста 1937. године. Овај масакр, који је извршио Курд Саед Ага, испразнио је града од његових сиријских становника. Године 1941, сиријска заједница Ел-Маликија била је подвргнута жестоком нападу. Иако напад није успео, Сиријци су били терорисани и остављени у великом броју, а имиграција Курда из Турске у то подручје претворила је Ел-Маликју, Ел-Дарбасију и Амуду у потпуно Курдске градове. Историјски значајан хришћански град Нусајбин имао је сличну судбину након што је хришћанско становништво отишло када је било анектирано Турској. Хришћанско становништво града прешло је границу са Сиријом и ушло у Сирију и населило се у Камишлију, који је био одвојен железницом (нова граница) од Нусајбина. Нусајбин је постао курдски, а Камишли је постао сиријски хришћански град. Ствари су се убрзо промениле, имиграције Курда, почев од 1926. године, након неуспеха побуне Саида Али Накшбандија против турских власти.

## Тренутна ситуација
Џазира је једна од четири епархије Сиријске православне цркве. Остале су у Алепо, Хомс-Хама и Дамаск.
Ова област је доживела високу стопу емиграције у протеклих 40 година. Главни фактори били су суша и исељавање асирских хришћана због економских тешкоћа и сукоба са Курдима.